# キカイ博士ノージルV
『キカイ博士ノージルV』（キカイはかせ ノージル バレンタイン）は、福原鉄平の漫画作品。「コミックバーズ」（幻冬舎コミックス）の2001年4月号から2002年10月号まで連載された。

## 登場人物
ノージル＝バレンタイン
荒廃した地球を復興させるため、研究に勤しむ。
アンドロイド9B
体内に「服従回路」を積んだロボット。モデルは白衣のナース。かしこさ30、パワー50、未知能力120。
ヤング＝バレンタイン
若い頃のノージル博士の脳をインプットしたコピーロボット。一度壊れてしまったが「Mr.V（バレンタイン）」として甦る。
電波人間 キクチヨ（♀）
まだ赤ちゃんで機嫌が悪いと機械を狂わす電波を出す。
作中でノージル博士が出会う唯一の人間。
アンドロイド10NO（ジュノー）
9Bが作ったロボットなのだがなぜか天才。器用150、やさしさ150、面倒見150。

## サブタイトル
- 作戦No.1 ◎化学とネコと宇宙船　01年4月号
- 作戦No.2◎服従機械9B 01年8月号
- 作戦No.3◎あかつきの町 01年9月号
- 作戦No.4◎愛製造宇宙人 01年12月号
- 作戦No.5◎鉄地底世界 02年1月号
- 作戦No.6◎証明! ロボット人間 02年2月号
- 作戦No.7◎悪科学・愛科学 02年3月号
- 作戦No.8◎怪奇・SF特急 02年4月号
- 作戦No.9◎ジュノー! ノージルNo.10（ナンバーテン） 02年6月号
- 作戦No.10◎行け！未来ゾーン 02年8月号
- 作戦No.11◎地球戦士その名はノージル 02年10月号
- おまけ◎海賊版「ノージルV」レビュー
- 欠番
  - 「宇宙工作員Dの決断」02年7月号
  - 「月世界は想い星」02年9月号